# Чемберс, Карлтон
Карлтон Чемберс (англ. Carlton Chambers; род. 27 июня 1975) — канадский спринтер, чемпион Игр Содружества и Олимпийских игр 1996 года в Атланте (США).
На Играх Содружества 1994 года в Виктории (Канада) Чемберс в составе сборной Канады выиграл золотую медаль в эстафете 4×100 метров. В том же году стал бронзовым призёром чемпионата мира среди юниоров в Лиссабоне в составе команды Канады.
На Олимпиаде в Атланте Чемберс выступал беге на 200 метров и эстафете 4×100 метров. В первой дисциплине он показал результат 21,32 с и выбыл из борьбы на предварительной стадии. В эстафете команда Канады (Эсми Роберт, Гленрой Гилберт, Бруни Сурин, Донован Бейли, Карлтон Чемберс), преодолевшая дистанцию за 37,69 с, завоевала золотые медали, опередив команды США и Бразилии.